# Natterer-törpetukán
A Natterer-törpetukán (Selenidera nattereri) a madarak (Aves) osztályának harkályalakúak (Piciformes) rendjébe, ezen belül a tukánfélék (Ramphastidae) családjába tartozó faj.

## Rendszerezése
A fajt John Gould angol ornitológus írta le 1835-ben, a Pteroglossus nembe Pteroglossus Nattereri néven.

## Előfordulása
Dél-Amerika északi részén, Brazília, Francia Guyana, Guyana, Kolumbia és Venezuela területén honos. 
Természetes élőhelyei a szubtrópusi vagy trópusi síkvidéki esőerdők és lombhullató erdők. Állandó, nem  vonuló faj.

## Megjelenése
Testhossza 32–33 centiméter, testtömege 148–165 gramm.

## Életmódja
Tápláléka legfőképp gyümölcsökből áll, emellett fogyaszt magvakat is.

## Természetvédelmi helyzete
Az elterjedési területe rendkívül nagy, egyedszáma viszont ismeretlen. A Természetvédelmi Világszövetség Vörös listáján nem fenyegetett fajként szerepel.